# Черноватая летучая лисица
Черноватая летучая лисица (лат. Pteropus subniger) — исчезнувший вид млекопитающих из семейства крылановых (Pteropodidae). Описан Робертом Керром в 1792 году. Эндемик Маскаренских островов в Индийском океане. 
По строению зубов считается, что вид питался нектаром и мягкими фруктами. Обитали колониями в пещерах или полых деревьях, колонии насчитывали до 400 особей.
Вид исчез с Маврикия между 1864 и 1873 годами, а с Реюньона около 1860 года, в настоящее время сохранились только некоторые образцы в музеях Парижа, Лондона, Берлина и Сиднея.